# Geyerscher Wald

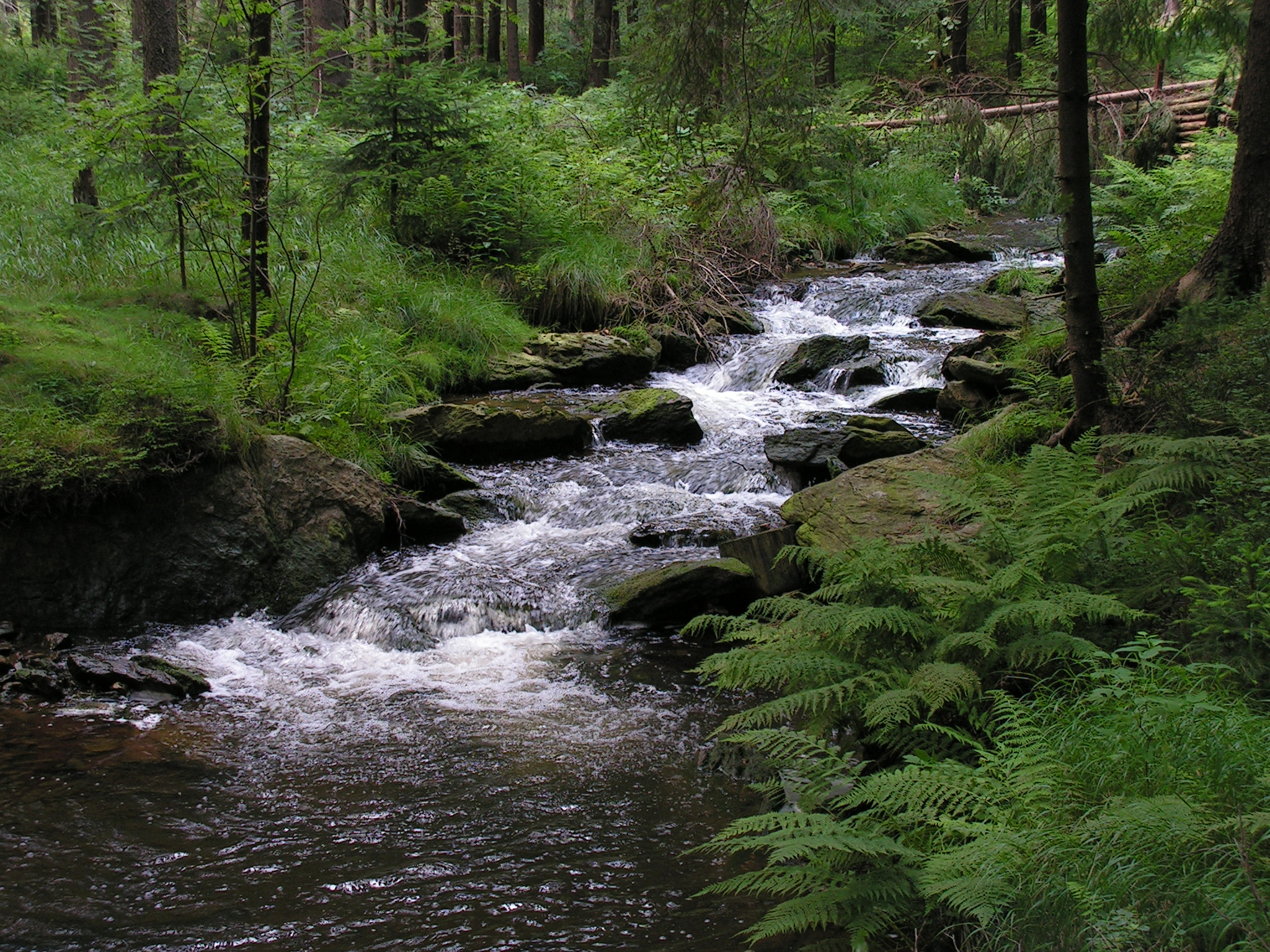
Der Greifenbach im Geyerschen Wald

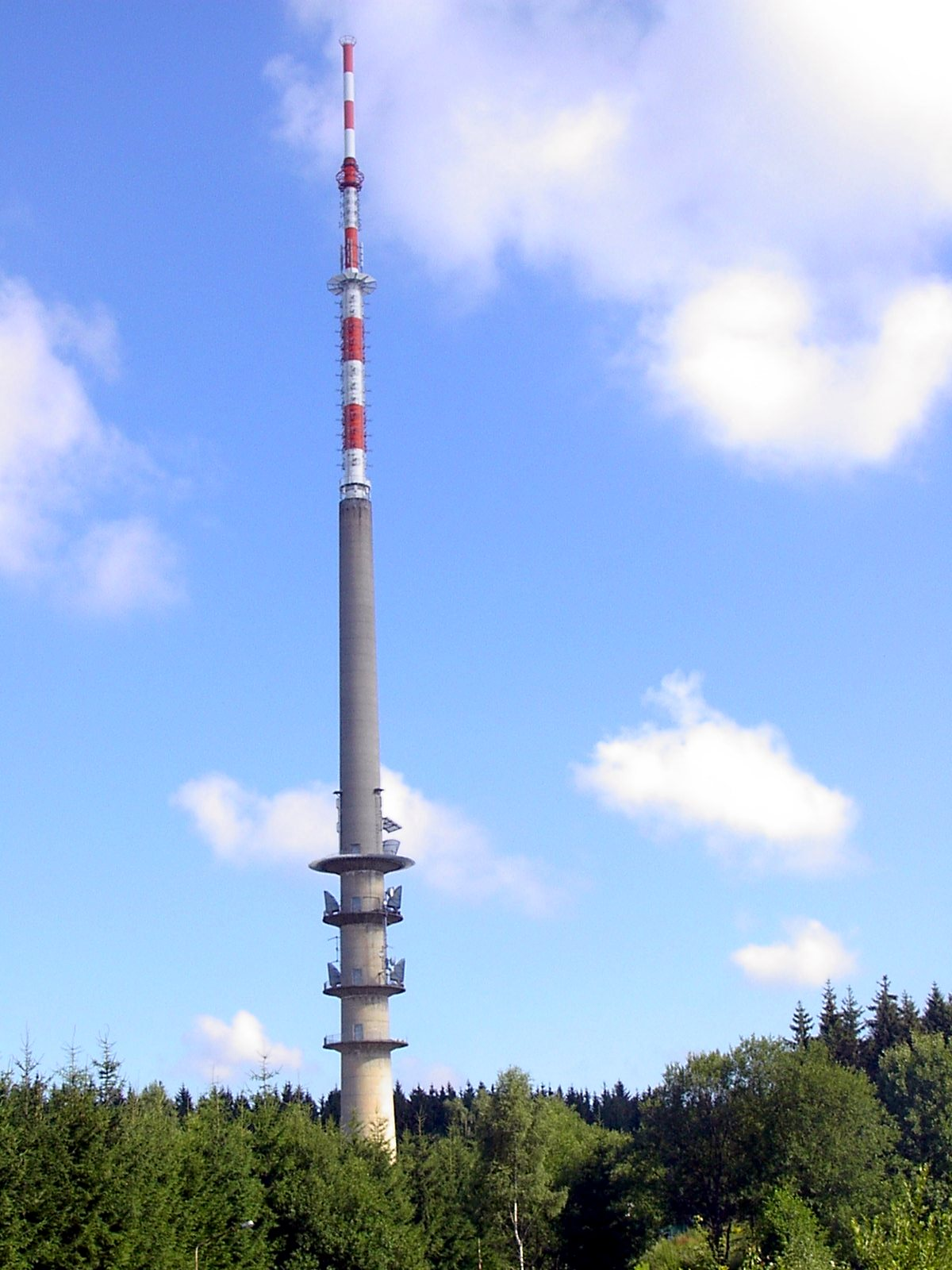
Fernsehturm Geyer

Der Geyersche Wald ist ein etwa 65 km² großes, zusammenhängendes Waldgebiet im Mittleren Erzgebirge. Er erstreckt sich über die flachwellige Geyersche Hochfläche (auch als Geyersche Platte bezeichnet) und deren Ränder.

## Lage und Umgebung
Der Geyersche Wald liegt zwischen den Städten Elterlein, Geyer, Thum und Zwönitz, etwa 25 km südlich von Chemnitz. Der höchste Punkt des Gebietes liegt bei 744 m über dem Meeresspiegel. 

## Geographie
Die Hochfläche des Geyerschen Waldes ist eine isolierte, weit nördlich gelegene Erhebung im Erzgebirge. Seine Ränder erheben sich, selbst Richtung Gebirgsabdachung, 100 bis 150 m über die Umgebung.
Entwässert wird der größte Teil des Gebietes über den Greifenbach und den Geyerbach in die Zschopau. Am Westrand der Hochfläche entspringt ein Teil der Zwönitz-Quellarme und das Gebiet um die Greifensteine im Nordosten speist die Wilisch, einen weiteren Nebenfluss der Zschopau.
Die Greifensteine bilden, mit den sieben 20 bis 30 m hohen Granitklippen und einer absoluten Höhe von bis zu 731 m ü. NN, einen markanten Punkt am nordöstlichen Rand des Gebietes.
Am höchsten Punkt des Geyerschen Waldes befindet sich der 193 m hohe Fernsehturm Geyer.

## Klima
Die isolierte Lage der Geyerschen Platte verursacht durch allseitige Luv-Effekte bei jeder Windrichtung Stauregen. So sind die Niederschläge dieses Gebietes mit 1000 mm/Jahr im Mittel höher und das Klima generell rauer und kühler als in der Umgebung. Die klimatischen Bedingungen des exponierten Gebietes entsprechen daher denen der erst etwa 100 m höher beginnenden Hochlagen des Erzgebirges.

## Natur
Auch geobotanisch wird die Geyersche Hochfläche den oberen Regionen des Erzgebirges zugeordnet. Da die klimatischen Bedingungen für Landwirtschaft ungünstig sind, erhielt sich hier eines der nördlichsten großen Waldgebiete des Erzgebirges. Ursprünglich bestand ein nahezu reiner Nadelwald mit überwiegendem Fichtenanteil. Geregelte Forstwirtschaft prägt den Wald seit Anfang des 19. Jahrhunderts. Nach dem Zweiten Weltkrieg wurde begonnen Buchen und Tannen in den Bestand unterzumischen um einen Mischwald zu gestalten.
Das feuchte Klima führte an mehreren Stellen zu Vermoorungen. Am Nordrand des Geyerschen Waldes befindet sich auf 670 m ü. NN beispielsweise das 3,69 ha große Naturschutzgebiet Hormersdorfer Hochmoor und am Südrand auf etwa 650 m ü. NN das 185,00 ha große Naturschutzgebiet Hermannsdorfer Wiesen.

## Geschichte
Kurfürst August I. von Sachsen schenkte das Waldgebiet 1565 der Stadt Geyer, womit der Holzbedarf des Bergbaues und des Hüttenwesens der Bergstadt gesichert werden sollte. Dieser hohe Bedarf – allein die Gifthütte Geyer am Greifenbachstauweiher benötigte die Hälfte des Holzeinschlages – führte damals zur Zerstörung des ursprünglichen Waldes.

## Quelle/Literatur
- Zwischen Zwickauer Mulde und Geyerschem Wald (= Werte unserer Heimat. Band 31). 1. Auflage. Akademie-Verlag, Berlin 1978.

Koordinaten: 50° 37′ 21″ N, 12° 52′ 13″ O